# Hardy (Nebraska)
Hardy je selo u američkoj saveznoj državi Nebraska. Prema popisu stanovništva iz 2010. u njemu je živjelo 159 stanovnika.